# Naturgy
Naturgy Energy Group, S. A., es una empresa española que opera en los sectores eléctrico y gasístico. Su domicilio social se sitúa en Madrid. Su actual presidente ejecutivo es Francisco Reynés. Hasta 2018 se denominó Gas Natural Fenosa.
Naturgy es una de las tres grandes compañías del sector eléctrico en España, pues, junto a Endesa e Iberdrola, dominan en torno al 90 por ciento del mercado eléctrico nacional. Naturgy desarrolla actividades de aprovisionamiento, generación, distribución y comercialización de electricidad y gas natural.
En 2021 estuvo entre las diez empresas que emitieron más toneladas equivalentes de CO2 en España (4,9 Mt).

## Historia

### Antecedentes
En 1841, el técnico francés Charles Lebon y el financiero Pedro Gil y Babot consiguen en subasta el contrato del alumbrado público por gas de la ciudad de Barcelona, tras la instalación de farolas de gas en el centro de Madrid que tuvo lugar en 1832.
En 1842 empieza la construcción, en el barrio de La Barceloneta, de Barcelona, de la primera fábrica de gas manufacturado de España, que utiliza el carbón como materia prima. Se inauguran las primeras farolas del alumbrado público mediante gas en la Ciudad Condal.
Por su parte, el negocio eléctrico tiene su origen en Unión Eléctrica Madrileña, fundada en 1912 a partir de la fusión de un pequeño conglomerado de empresas eléctricas que suministraban luz a una parte de la capital.

### Constitución de la sociedad y expansión comercial
Sus orígenes se remontan a 1843, cuando se funda la Sociedad Catalana para el Alumbrado por Gas, dedicada en su origen al alumbrado público por gas en la ciudad de Barcelona, introduciendo el alumbrado público y el particular. Posteriormente inicia otras explotaciones, como por ejemplo las fábricas de gas de Sevilla y Ferrol. En 1846, cuando se inicia la actividad de la Bolsa de Barcelona, la sociedad empieza a cotizar en los mercados. 
En 1896, y de la mano de una multinacional francesa, la Sociedad Catalana para el Alumbrado de Gas entra en el sector eléctrico con la construcción de la Central Térmica Vilanova en Barcelona. Posteriormente desarrolla otras centrales térmicas y saltos de agua en el Pirineo de Huesca.
En 1912, la Sociedad Catalana para el Alumbrado de Gas, reorientó parcialmente su negocio entrando en el sector eléctrico y cambia su nombre a «Catalana de Gas y Electricidad, S.A.», e integra todos los activos y participaciones eléctricas en la matriz del grupo. 
En 1969, a través de su joint-venture con Exxon, Gas Natural, inicia la era del gas natural en España: establece contratos de suministro con Libia y Argelia, construye un metanero con tecnología criogénica, pone en funcionamiento la planta de regasificación de Barcelona y desarrolla así el mercado del GNL en el país. 
En 1987, Catalana de Gas y Electricidad, S.A. cambia de nombre a «Catalana de Gas, S.A.».

### Fusión de Catalana de Gas con Gas Madrid: Gas Natural
En 1991, surge Gas Natural SDG, al fusionarse Catalana de Gas, Gas Madrid y de los activos de distribución de gas canalizado aportados por el grupo Repsol, entonces todavía perteneciente al Instituto Nacional de Hidrocarburos. Posteriormente, la compañía adquiere Enagás, una empresa estatal española dedicada al transporte y la regasificación cuyas acciones finalmente vende en 2009.
En 1992, nace la Fundación Gas Natural. 
A partir de 1992, el Grupo Gas Natural inicia su expansión internacional con la entrada en el mercado argentino, le dan una licencia de distribución de gas en Buenos Aires. 
En 1996, entra en funcionamiento el Gasoducto Magreb-Europa, que conecta la península ibérica con los yacimientos argelinos de gas natural de Hassi R'Mel. El grupo cuenta también con una fábrica en Damietta, Egipto, que comparte con la empresa italiana ENI y que hoy se encuentra paralizada por la situación política de ese país y por la falta de gas.
En 1997, Gas Natural entró en los mercados de Brasil, México y Colombia, con lo que el grupo consigue afianzar su presencia en Iberoamérica. Tras reforzar su presencia en estos países, ha expandido sus negocios también a Chile y Panamá.
En 2002, aprovechando la privatización del sector eléctrico en España, Gas Natural entra en el negocio de la venta de electricidad, con la puesta en marcha de su primera planta de generación eléctrica de ciclo combinado en San Roque. Su filial Gas Natural Europe obtiene una adjudicación en el suministro de gas de la región de París para dar suministro de gas durante 2 años a 208 municipios del área metropolitana y en Portugal se convirtió en el primer operador independiente, con un 15% en el segmento industrial.
En 2005 culminan las operaciones de trading de gas iniciadas en 1999, con la constitución de «Repsol Gas Natural LNG», para el trading, comercialización y transporte de GNL, así como el desarrollo de proyectos de exploración. 
Entre 2005 y 2009, Gas Natural se afianza en el sector eléctrico, realizando diversas aproximaciones a empresas de la competencia. Tras meses de turbias negociaciones, en 2006 se realiza una OPA hostil hacia Endesa, que fracasa. Finalmente en 2009, se lanza una OPA sobre otra eléctrica española, Unión Fenosa.

### Adquisición de Unión Fenosa: Gas Natural Fenosa
Tras el fallido intento de OPA sobre Endesa de 2006, la compañía busca a través de la adquisición de Unión Fenosa (tercera distribuidora de electricidad en España, empresa resultante de la fusión de Unión Eléctrica Madrileña y de Fuerzas Eléctricas del Noroeste en 1983), consolidar el objetivo estratégico de la creación del primer grupo integrado de gas y electricidad de España. En abril de 2009, la Oferta Pública de Adquisición (OPA), formulada por Gas Natural sobre el capital social de Unión Fenosa, fue aceptada por el 34,75 % del capital social de la eléctrica, equivalente al 69,54 % de los derechos de voto. Tras la liquidación de la OPA el 14 de abril de 2009, Gas Natural pasó a ser titular del 95,22 % del capital social de Unión Fenosa. Esto le permite asimilar los activos de la compañía y comercializarlos en su totalidad bajo el nombre unificado de «Gas Natural Fenosa».
En noviembre de 2011, Gas Natural Fenosa comienza el despliegue de redes eléctricas (smart grid) en España, Según la empresa, para mejorar la calidad del servicio y permitir que los clientes gestionen su consumo de forma eficiente. Para 2013 está prevista la instalación de 600 000 "contadores inteligentes".
En 2012, Gas Natural firma un contrato con el grupo estadounidense Cheniere, para abastecerse de gas natural licuado (GNL) y otro del mismo tipo con el grupo indio Gail.
En octubre de 2017, tras un consejo de administración extraordinario se decide trasladar "temporalmente" la sede de GNF a Madrid por la incertidumbre que pudiera generar una declaración de independencia de Cataluña.

### Cambio de denominación: Naturgy
El 27 de junio de 2018 en la Junta General de Accionistas 2018, se acordó que «Gas Natural Fenosa» pasara a denominarse «Naturgy». Esta nueva denominación abarca los negocios de la compañía en España y a nivel internacional. De esta forma, la nueva marca de la sociedad matriz es Naturgy Energy Group, S.A.

## Líneas de negocio

### Aprovisionamiento de gas natural
La actividad de aprovisionamiento consiste en la compra de gas natural, tanto en estado gaseoso como en forma de GNL. En el primer caso, el transporte se realiza por gasoducto y, en el segundo, por barco. Las plantas de regasificación y licuefacción se encargan de pasar de un estado al otro el gas para facilitar su transporte y su reintroducción al sistema gasista. Gracias a la gestión de gasoductos, la participación en plantas y su flota de metaneros, la compañía puede cubrir las necesidades de los diferentes negocios del grupo de manera flexible y diversificada.
La compañía cuenta con una cartera de suministros de GNL y gas natural de alrededor de 30 bcm y con una flota de 11 buques metaneros.

### Generación de electricidad
La actividad de generación eléctrica incluye la generación en régimen ordinario (hidráulica, nuclear, carbón, fuel-oil y ciclos combinados de gas) y en régimen especial (eólica, cogeneración y fotovoltaica).

#### España
En España, el parque de generación es de casi 13 GW, de los cuales 7 GW corresponden a ciclos combinados de gas natural; Naturgy cuenta con las siguientes instalaciones:
- Central térmica del Puerto de Barcelona, en Barcelona; 2 grupos que suman 850 MW.
- Central de ciclo combinado del Besós, en San Adrián del Besós; 1 de los 2 grupos que la componen, de 400 MW.
- Central térmica de Sagunto, en Sagunto; de 3 grupos y 1200 MW de potencia.
- Central de ciclo combinado de Cartagena, en Cartagena; de 3 grupos y 1200 MW.
- Central térmica de Campanillas, en Málaga; 1 grupo y 400 MW.
- Central de ciclo combinado de San Roque, en San Roque; 1 de sus 2 grupos, de 400 MW.
- Central térmica Campo de Gibraltar, en San Roque; 2 grupos de 800 MW, coparticipada con Cepsa.
- Central térmica de Palos de la Frontera, en Palos de la Frontera; 3 grupos de 1200 MW.
- Central térmica de Sabón, en Arteijo; 1 grupo de 400 MW.
- Central térmica de Aceca, en Villaseca de la Sagra; 1 de sus dos grupos, de 400 MW.

También produce electricidad a través de centrales térmicas convencionales, siendo propietaria de las siguientes:
- Central térmica del Narcea, en Tineo; 3 grupos de carbón que suman 586 MW.
- Central térmica de Anllares (desmantelada), en Páramo del Sil; de 365 MW y compartida al 50% con Endesa.
- Central térmica de La Robla (desmantelada), en La Robla de 2 grupos y 655 MW.
- Central térmica de Meirama, en Cerceda; de 563 MW.

#### Resto del mundo
En el resto del mundo, la compañía opera en México, con 2 GW de potencia instalada en ciclos combinados; y en Costa Rica, Panamá y República Dominicana con distintas tecnologías de generación.

### Renovables
En España, Naturgy cuenta con 70 instalaciones en 9 comunidades, con una potencia instalada de 1179 MW, de los cuales 1012 MW son de eólica, 109 MW de minihidráulica y 58 MW de cogeneración y fotovoltaica.
En la subasta de energías renovables realizada por el Gobierno en 2017, Naturgy obtuvo 250 MW en fotovoltaico. Desde esa fecha, ha invertido unos 382 millones de euros en el desarrollo de diferentes proyectos producción de energía eléctrica por generación eólica y fotovoltaica en España. En 2018 puso en marcha 32,6 MW en las Islas Canarias durante el año 2019 tenían previsto la entrada de 929 MW en España.

### Distribución de gas y electricidad

#### Distribución de gas

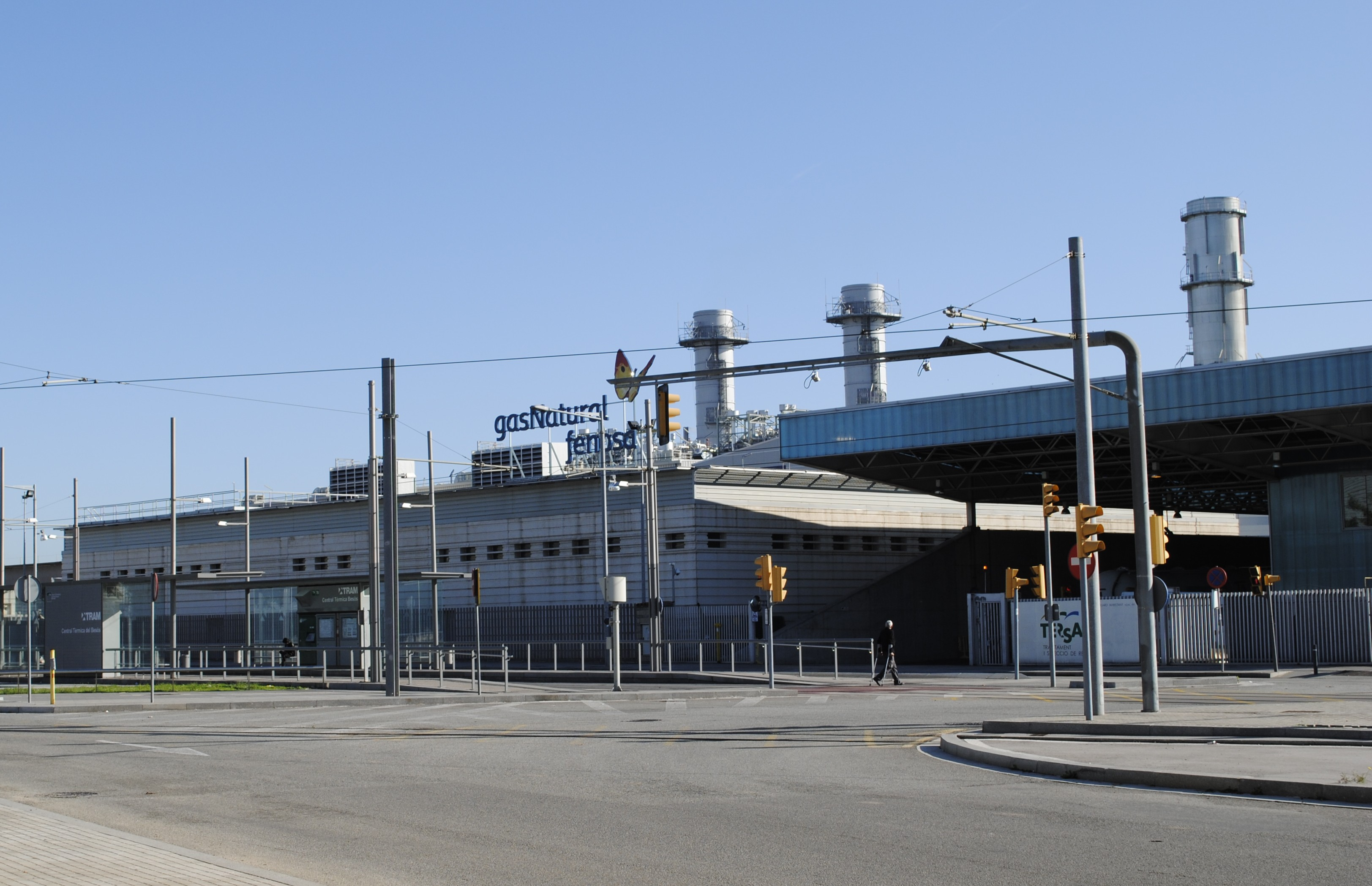
Central térmica de ciclo combinado de la compañía en San Adrián del Besós compartida al 50 % con Endesa

Naturgy distribuye gas natural en el mercado doméstico-comercial (hogares y comercios que utilizan el gas natural como combustible en calderas de agua, calefacción o en la cocina), y en el mercado industrial de grandes clientes que utilizan el gas como combustible en sus procesos industriales.
La compañía controla por completo el mercado de distribución español, donde vende el gas natural a 5 millones de clientes de más de mil municipios. Su segundo mercado es Italia, con más de 400 000 clientes. Al otro lado del Atlántico, es el primer operador de distribución de gas natural de Iberoamérica, con presencia en Argentina, Brasil, Colombia y México, donde suman más de 6 millones de clientes.

#### Distribución de electricidad
La compañía realiza la actividad de distribución eléctrica en España, Moldavia y Latinoamérica. Uno de los principales negocios de Naturgy, es la distribución de electricidad a pequeños usuarios, tanto a consumidores residenciales, como a pymes y grandes empresas. En España opera como Unión Fenosa  Distribuidora.

Distribuidoras más imporantes. Son las empresas que mantienen las redes de transporte y distribución en cada zona:
e-distribución (Endesa)
i-DE (Iberdrola)
Unión Fenosa (Naturgy)
Redes (EDP)
Viesgo (EDP)

### Comercialización de gas y electricidad
Naturgy está presente en actividades de comercialización de gas y electricidad, tanto en España como en el mercado internacional, y de otros productos y servicios relacionados con la comercialización minorista en España.
En España, tras una denuncia de la OCU en 2018, la CNMC obligó a las compañías eléctricas a operar en el mercado regulado bajo otro nombre y otro logo distinto al del mercado libre. De esta manera, Naturgy opera en el mercado regulado bajo el nombre de Comercializadora Regulada.
En cuanto a la distribución, los clientes no eligen la compañía, sino que el mantenimiento de la red lo realiza una determinada empresa en cada zona de España. Unión Fenosa es la distribuidora de Naturgy y opera en Galicia y zonas de Madrid, Castilla y León, Castilla-La Mancha y norte de Andalucía.

### Trading
El posicionamiento de Naturgy a lo largo de la cadena de valor del mercado del gas y la electricidad le permite extraer márgenes adicionales en los mercados a través de la actividad de trading. Su labor abarca tanto la gestión de riesgo de precio de las materias primas que inciden en el negocio: (gas, petróleo; y derivados: electricidad, carbón y emisiones, entre otros) como la creación de oportunidades asociadas a la disponibilidad y flexibilidad de los activos de gas, electricidad y carbón del grupo, con presencia en los principales hubs europeos.

## Actividades en el mundo
Según la propia empresa, sus actividades en el mundo son las siguientes:

### Europa
Naturgy es la mayor compañía integrada de gas y electricidad de España y la tercera distribuidora de gas y electricidad del mercado ibérico. Además de en España, Naturgy opera en otros nueve países europeos.
| País         | Actividades | Empresas filiales/sociedades                                                                                            |
| ------------ | --- | --- |
| España       | - Distribución y comercialización de gas natural y electricidad - Generación de electricidad (en régimen ordinario y en régimen especial) - Actividad de infraestructuras de gas - Regasificación - Upstream - Exploración | - Gas Natural Fenosa Renovables (generación de electricidad en régimen especial)                                        |
| Países Bajos | - Comercialización de gas natural | - Gas Natural Europe |
| Alemania     | - Comercialización de gas natural | - Gas Natural Europe |
| Francia      | - Comercialización de gas natural | - Gas Natural Europe |
| Bélgica      | - Comercialización de gas natural | - Gas Natural Europe |
| Luxemburgo   | - Comercialización de gas natural | - Gas Natural Europe |
| Portugal     | - Comercialización de gas natural - Comercialización de electricidad | - Gas Natural Comercializadora - Gas Natural Servicios                                                                  |
| Moldavia     | - Distribución de electricidad | - Red Unión Fenosa |
| Italia       | - Comercialización de gas natural - Distribución de Gas Natural - Proyecto de regasificación | - Gas Natural Vendita Italia S.p.A - Gas Natural Distribuzione Italia S.p.A - Gas Natural Rigassificazione Italia S.p.A |
| Reino Unido  | - Comercialización de gas natural | |

### Latinoamérica
| País                 | Actividades                                                 | Empresas filiales/sociedades |
| -------------------- | ----------------------------------------------------------- | --- |
| Argentina            | - Distribución de gas y energía eléctrica.                  | - Gas Natural BAN - GASNOR (Jujuy, Salta, Tucumán, Santiago Del Estero, Catamarca) - Natural Energy - Energía San Juan - Gasoducto del Pacífico Argentina (56,7%) |
| Brasil               | - Distribución de gas                                       | - CEG - CEG RIO - Gas Natural SPS |
| Chile                | - Distribución de gas - Distribución de electricidad        | - CGE (Chile) |
| Costa Rica           | - Generación de electricidad                                | |
| México               | - Distribución de Gas Natural - Generación de electricidad  | - Gas Natural México |
| Nicaragua            | - Telecomunicaciones                                        | - Gas Natural Fenosa Telecomunicaciones |
| Panamá               | - Distribución de Electricidad - Generación de electricidad | - Edemet (Distribuidora Eléctrica de Metro- Oeste). Edechi (Distribuidora Eléctrica de Chiriquí) - Esepsa                                                         |
| Perú                 | - Distribución de Gas Natural                               | - Naturgy Perú S.A. |
| Puerto Rico          | - Generación de electricidad - Regasificación               | - Ecoeléctrica |
| Guatemala            | - Telecomunicaciones                                        | |
| República Dominicana | - Generación de electricidad                                | |

### África
| País      | Actividades                                                        | Empresas filiales/sociedades          |
| --------- | ------------------------------------------------------------------ | ------------------------------------- |
| Marruecos | - Actividad de infraestructuras de gas - Exploración               | - Sagane                              |
| Angola    | - Actividad de infraestructuras de gas                             |                                       |
| Sudáfrica | - Explotación de carbón                                            | - Kangra Coal (participación del 70%) |
| Egipto    | - Aprovisionamiento de gas - Actividad de infraestructuras de gas  | - Unión Fenosa Gas                    |
| Kenia     | - Generación de electricidad                                       |                                       |
| Argelia   | - Aprovisionamiento de gas. - Actividad de infraestructuras de gas |                                       |

### Asia y Oceanía
| País      | Actividades                                                       | Empresas filiales/sociedades           |
| --------- | ----------------------------------------------------------------- | -------------------------------------- |
| Omán      | - Aprovisionamiento de gas - Actividad de infraestructuras de gas | - Unión Fenosa Gas                     |
| Australia | - Proyectos de generación eléctrica                               | - Unión Fenosa Wind Australia Pty. Ltd |
| India     | - Comercialización de gas                                         |                                        |
| Japón     | - Comercialización de gas                                         |                                        |

## Estructura empresarial

### Accionariado
Las acciones de Naturgy, cotizan en las cuatro Bolsas españolas a través del mercado continuo y forman parte del índice Ibex 35.
| Accionista                                                                                 | Derechos de voto |
| ------------------------------------------------------------------------------------------ | ---------------- |
| Fundación "la Caixa" a través de Criteria Caixa                                            | 26,708%          |
| CVC Capital Partners y Corporación Financiera Alba a través de Rioja Acquisition, S.à.r.l. | 20,715%          |
| BlackRock (tras la compra de Global Infrastructure Partners)                               | 20,965%          |
| IFM Investors a través de Global InfraCo O (2) S.à,r.l                                     | 16,023%          |
| Sonatrach                                                                                  | 3,850%           |
| Autocartera                                                                                | 0,895%           |
| Capital flotante                                                                           | 10,844%          |

### Consejo de administración
El consejo de Administración de Naturgy está presidido por Francisco Reynés Massanet, y 11 consejeros (5 independientes y 6 dominicales): Ramón Adell Ramón, Enrique Alcántara-Garcia Irazoqui, Marcelino Armenter Vidal, Francisco Belil Creixell, Javier de Jaime Guijarro, Helena Herrero Starkie, Rajaram Rao, Claudi Santiago Ponsa, Pedro Sainz de Baranda Riva, Scott Stanley y José Antonio Torre de Silva López de Letona.

### Sede
Su sede operativa está en la «Torre Mare Nostrum» de la calle Doctor Aiguader de Barcelona, mientras que su sede social está desde el 6 de octubre de 2017, en el antiguo edificio de Unión Fenosa, situado en la avenida San Luis de Madrid.

## Polémicas

### Sanciones
En 2011, tras una denuncia de Iberdrola, la Comisión Nacional de los Mercados y la Competencia (CNMC) de España sancionó a Gas Natural Fenosa con 3,27 millones de euros por negarse a tramitar cambios de comercializadora de gas natural. En marzo de 2016 el Tribunal Supremo dio la razón a Gas Natural Fenosa en cuanto a su negativa al cambio de comercializadora, pero mantuvo una sanción a 2,6 millones de euros por competencia desleal al enviar más de cinco millones de cartas desprestigiando a sus competidores.
En 2017, la Generalidad de Cataluña aplicó una sanción de 500 000 euros a Gas Natural Fenosa al considerarla responsable de la muerte de una mujer de 81 años a la que había cortado la luz por un impago de 246,59 euros. La mujer murió en noviembre de 2016 asfixiada en un incendio producido en su casa por una vela.
El 14 de mayo de 2019 la CNMC (Comisión Nacional de los Mercados y la Competencia) sancionó a Naturgy (y a Endesa) con una multa de 25,3 millones de euros -19,5 millones a la primera y 5,8 millones a la segunda- por alterar el precio de la electricidad en el invierno de 2016.

### Oligopolio
En el sector eléctrico español únicamente existen cinco grandes compañías, dominando tres de ellas el 90% del mercado, Endesa, Iberdrola y Naturgy, de acuerdo con un informe de la CNE (Comisión Nacional de Energía). Según los datos de Eurostat, España es uno de los países de la Unión Europea con la electricidad más cara.
En 2011, la Comisión Nacional del Mercado de Valores impuso una multa de 61 millones de euros a Endesa, Iberdrola, Gas Natural Fenosa (actual Naturgy), Hidroeléctrica del Cantábrico (actual EDP) y E.ON (actual EDP). Se les acusa de haber pactado precios y otras condiciones comerciales, así como de obstaculizar a los usuarios la posibilidad de poder cambiarse de empresa comercializadora, denegando el acceso a los datos de los clientes.

### Puertas giratorias
Naturgy ha empleado o contratado a varios expolíticos a lo largo de su historia. Entre ellos al expresidente del gobierno Felipe González, como consejero entre diciembre de 2010 y 2015, cuando la empresa se llamaba todavía Gas Natural Fenosa, a la exministra Cristina Garmendia desde 2015 hasta 2018, al expresidente del Partido Nacionalista Vasco Josu Jon Imaz, a los exministros Nemesio Fernández-Cuesta, Narcís Serra, a la política del Partido Popular de Austria Benita Ferrero-Waldner, y a los exdiputados Heribert Padrol Munté y Josep Manuel Basañez Villaluenga, entre otros políticos.
Unión Fenosa, por su parte, antes de ser absorbida por GNF empleó al expresidente del gobierno Leopoldo Calvo-Sotelo entre 1998 y 2002, al exministro Antonio Barrera de Irimo, el ex secretario de Estado Pedro Mejía Gómez, el exsubdirector general del ministerio de energía Arcadio Gutiérrez Zapico y el exdiputado Luis Coronel de Palma, entre otros. La fusionada Catalana de Gas empleó al exministro Juan Antonio Ortega y Díaz-Ambrona.

### Autopromoción en Wikipedia
Según la investigación realizada por el periódico español Expansión publicada en diciembre de 2013: "Desde la propia empresa y desde la agencia Archibald Ingall, que ayuda a la empresa en su imagen en línea, se modifica continuamente la página en la Wikipedia en español. Por ejemplo, a finales de 2012 eliminaron la referencia a la OPA frustrada que en 2005 lanzó sobre Endesa y que fue tan polémica en su momento."

### Beneficios caídos del cielo
Debido al sistema marginalista del mercado mayorista de la electricidad en España, se venden las energías más baratas de producir al precio de las más caras. Las eléctricas consiguen, por tanto, unos márgenes de beneficio desproporcionados. Se conocen como windfall profits, beneficios caídos del cielo. Joan Baldoví, diputado de Compromís por la provincia de Valencia en el Congreso de los Diputados, saltó a la escena mediática criticando que "pagamos un bocata de calamares a precio de caviar iraní" y añadió que "hay que acabar de una vez con este timo. Hay que hacer auditorías para saber lo que cuesta la luz y pagar por lo que vale realmente".
El 13 de septiembre de 2021, el gobierno presidido por Pedro Sánchez, del Partido Socialista Obrero Español y Podemos, anunció que recortaría estos beneficios para atenuar la subida del precio de la luz ocasionada por la subida histórica de los precios del gas. La patronal del sector de la energía núclear respondió amenazando con el cierre anticipado de las centrales nucleares. El decreto para realizar el recorte fue aprobado en el Congreso de los Diputados el 15 de octubre de 2021. PNV, Junts y PDeCAT se abstuvieron. PP, Vox y Ciudadanos votaron en contra.